# グラトリアン
グラトリアン（Glatorian）は、玩具メーカー・レゴ社が作るストーリーライン・バイオニクルに登場する架空の闘士達。

## 概要
彼等グラトリアンの世界「バラ・マグナ」では食糧や資源が乏しく、各村の代表のグラトリアンがアリーナ・マッチと呼ばれる制度に基づき公正なルールの下に闘い、その配分を決めている。
グラトリアンはトーアとは違いエレメンタルパワーを持たず、頭部に装着しているものもカノイではなく、衝撃緩和用のヘルメットである為、己の身体能力のみで闘う。

## グラトリアン / Glatorian
スクラール / Skrall
『スクラール』とは岩部族のグラトリアンの種族名であり個人名ではない。
また、グラトリアンの中では最もタフで危険な存在とされ、勝率も高い。
弱点があるとすればテクニック不足であるが、彼はそれを強大な力で補っている。
マルム / Malum
元炎部族のグラトリアンで、現在はボロックスの群れの１つを率いている。
彼は生きることへの執着を持たず、今の彼にはこの世に執着する理由は無い。
怪力の持ち主で、その腕力を生かした戦法を得意としている。
普段は冷静な性格であるが、闘いとなると血が沸き立ち興奮を抑えることができない癖があり、それが原因となり試合で相手を殺害しかけ炎部族を追放された。
グレッシュ / Gresh
ジャングル部族のグラトリアン。
年齢は若いが経験豊富な闘士。
様々な戦法や闘いに役立つ能力に詳しく、本人も実戦的かつ戦略的な戦法を駆使して闘う。
しかし、過去に成功した戦法に頼りすぎる節があり、新しい戦法をあまり試そうとはしない。
タリックス / Tarix
水部族のグラトリアン。
アリーナ・マッチ制度を制定した『機関』の創始者の一人。
彼は千年紀にわたって構築された伝統に対する大きな敬意を持ち、彼が話す事にはアゴリや他のグラトリアン達も耳を傾ける。
闘いの時の彼は、派手な闘士ともなり、迫真の動きと勇気を見せ、相手を圧倒する。
ストラック / Strakk
氷部族のグラトリアン。
金銭に対して汚く、金の為には非情にもなる。
また、アリーナのルールの抜け穴を利用した卑怯な戦法を全て知りつくしている。
何故か金銭に執着の無いグレシュ、タリックスと共に行動することが多く、スクラール族のアリーナ襲撃時はアゴリ達が避難するまでグレッシュ等と共にスクラール達と戦うなど、一概に悪人とは言えない面も持ち合わせている。
ボロックス / Vorox
『ボロックス』とはとても原始的な砂部族の総称である。
彼等の言葉に耳を傾けると個々の名前もあるらしい。
『食糧と自身の保護』という基本的な本能に基づいて行動する。
かつては他の種族と変わらない知能や理性を持つ種族であったが、『大災害』の影響で彼らは獣同然の姿になってしまった。
しかし、それ故に彼らは鋭い感覚を持つ非常に熟練したハンターでもある。
ずる賢いが知能自体は低く、獣同様に火や稲妻といったものを怖がる。
少数の群れを作って行動しており、群れにはそれぞれ『一匹』のリーダーが存在する。
そのリーダーは強さによって決定されるようで、マルムは群れのリーダーを殺害することで新たなリーダーとなった。

## グラトリアン レジェンド / Glatorian Legends
ストロニウス / Stronius
岩部族の特殊部隊に属するスクラール族の男。
恐るべき戦闘能力を持ち、その実力は他の者を遙かに圧倒する。
巨大なトゲ付き棍棒を獲物とし、怪力を活かした白兵戦が得意。
トゥーマ以外に固有の名前があまり存在しないスクラール族において彼が固有の名前を持っていることからも、その実力の高さがうかがえる。
その実力の高さと功績から、トゥーマが唯一砕けた口調を許す希有な人物である。
またその態度とは裏腹にトゥーマに対する忠誠心は高く彼の実質的な右腕として活動しており、トゥーマ自身も彼に対しては絶大な信頼を置いている様子がうかがえる。
アッカー / Ackar
この世で最初に生まれた炎部族のグラトリアン。
圧倒的な戦闘能力と戦術を誇り、獰猛なハンター数人を相手にしても全く引けを取らないが老化によって以前より力は衰えているらしく、彼自身は炎部族に対して焦りを感じている。
ストラックとの試合にて彼の違反攻撃によって戦闘不能に陥るが、試合を観戦していたマタ・ヌイの乱入によってあわやというところで救われた。
以降、彼とよく行動を共にするようになる。
ヴァスタス / Vastas
ジャングル部族のプライム・グラトリアン。
突き刺した相手に毒を注入して麻痺させる「ヴェノム・タロン」を主武装としており、その槍術は他の追随を全く許さない。
戦闘においては相手と自分の状況を重ね合わせ次に敵がとるであろう行動を読む戦法をとるが、純粋な戦闘能力も高く彼が密林部族のプライム・グラトリアンである証明となっている。
過去の大戦「コア・ウォー」にて多数の命を犠牲にした事に責任を感じており、その罪滅ぼしなのか密林部族の為に熱心に活動する（彼自身が殺害したのか、指揮官としての責任感なのかは不明）。
キイナ / Kiina
水部族のセカンド・グラトリアン。
グラトリアンとしては珍しく女性でありながらその実力は高く、戦闘ではその身軽さを利用したスピード戦を得意とする。
ハイテンションな性格で、やんちゃな若い女性。
そのマイペースさが災いして交友関係は広くないが、仲間に対する想いはかなり強い。
アッカーやグレッシュとは以前からの友人であり、歳が近いグレッシュとは特に会話が弾む。
バラ・マグナという崩壊した世界から出て行きたいらしく、マタ・ヌイが帰還する時に一緒に連れて行くことを約束させ、その見返りとして彼に協力している。
ちなみにマタ・ヌイに懐き武器となったカブトムシ、クリックの名付け親は彼女である。
ゲル / Gelu
氷部族のセカンド・グラトリアン。
己の仕事、“戦闘”をあまり好んではおらず、仕事には極めて消極的だった。
安全な仕事を求めてはいるが悪人ではなく、助けを求める者がいれば駆けつける。
ぶっきらぼうな性格で、社交的とは言えない。
世界は自分を中心に動いていると考えているフシがあり、自己中心的な面も。
彼は前金として、相手から先に報酬を半分だけ受け取っておくというやり方をとる。
スクラールがアリーナを占拠した直後仕事への危険を感じてグラトリアンを辞職し、現在は貨物輸送のガードマンとして生計を立てている。
マタ・ヌイ / Mata Nui
- カノイ：生命のグレートカノイ「イグニカ」

マトラン・ユニバースを守護していた部族主神。
神として生きてきた故に今まで友人というものを1人も持っていなかった為か、アッカーに対して厳しい態度に出ることも少なくなかった。しかし冒険の中で、いつしか彼との間に強い友情が出来上がっていくこととなる。
当初は新しい身体に慣れていなかったせいもあって敗北しそうになったこともあるが、完全に慣れてからは本来備わっていた驚異の戦闘能力を見せる。

## その他のグラトリアン
セルタヴス / Certavus
氷部族のグラトリアンで、かつての機関のメンバーの一人。現在は既に病死している。
グレート・トーナメントで何度も優勝するなど輝かしい経歴を持つ実力者。
戦い方についての秘訣と考え方を記した一冊の本を書き残しており、その本をアリーナの何処かに隠されていると伝えられており、多くのグラトリアンがそれを探している。
後にベーリックスがこの本を見つけグレッシュに手渡そうとするが、グレッシュはこの本を探す課程でのボロックスとの戦いにて「新しい戦術を試すこと」を実践し、「自分の弱点」を既に学んだとして、その本を受け取らなかった。
テルリス / Telluris
鉄部族の数少ない生き残りの一人。
鉄部族が崇拝していた巨大生物スコーピオをモチーフにした戦闘機械「スコーピオXV-1」の製作者であり、XV-1に対し深い愛着を持っている。
一時期はベーリックスを含む機械を好むアゴリ達と交流があったが、技術を盗まれることを恐れ関係を絶つ。
「崩壊」の後に貴重な鉱物エクシディアンを輸送していたアッカー達に襲いかかるが敗北し逃走、XV-1は彼らに活動不能の状態にされた。その後、XV-1の許に戻るが起動しないことを知りそれがまるで生き物であったかのように嘆いた。
その後はサーマッドに発見され、修理部品を探すために行動を共にすることになる。
ちなみに感染症が始まった時に感染を何とか免れる為に他の部族に成り済ますために鎧とヘルメットの色を変えるように提案したのは彼である。（本来の鉄部族の鎧やヘルメットの色は青と灰色）

## 玩具としての概要
2009年より展開されたバイオニクルシリーズ。グラトリアンシリーズの頭部はトーアよりも小型なパーツが新造され、手首パーツも新規のものとなっている。全てのグラトリアンはライフギアと弾を発射可能な武器であるソーナックス・ランチャーを有し、それを用いたゲームが出来る。「商品を用いたゲームができる」「属性色を強く押し出したデザイン」等、初期バイオニクルと共通する部分が多い。日本ではクリックブリック限定での発売。